# Seututie 969
La route régionale 969 (finnois : Seututie 969) est une route régionale allant de Akujärvi à Inari jusqu'à Virtaniemi à Inari en Finlande,,.

## Présentation
La seututie 969 est une route régionale de la commune d'Inari en Laponie.
La route relie la rive sud du lac Inari d'Akujärvi via Nellim au poste frontière   de Virtaniemi qui est fermé.
La route fait 44 kilomètres de long.
Du côté russe, la route continue jusqu'à Nikel.